# Eudonia leptalea
Eudonia leptalea là một loài bướm đêm trong họ Crambidae.